# ایپیکاملوس
ایپیکاملوس (نام علمی: Aepycamelus)، یک شتر زرافه‌مانند ماقبل تاریخ مربوط به دوره میوسن می‌باشد. این جانور ۱۵٫۵ میلیون سال پیش می‌زیسته و قدی به بلندای حدود ۳ متر داشته‌است. سنگوارهٔ ایپیکاملوس در کلورادو آمریکا کشف شده‌است و در سال ۱۹۵۶ به وسیله مک‌دونالد نام‌گذاری شد.